# La Colle universelle
La Colle universelle (deutsch Der Universal-Kleber) ist ein französischer Slapstick-Film aus dem Jahr 1907, der unter Regie von Georges Méliès entstand. In Amerika wurde der Film unter dem Titel Good Glue Sticks veröffentlicht.

## Handlung
Ein fahrender Händler möchte den Leuten seine Waren verkaufen, dabei wird er von zwei Polizisten dazu aufgefordert den Platz zu verlassen. Als er ihnen entwischt, setzen sich die Polizisten ausgepumpt und müde auf eine Bank und schlafen ein.
Dort klebt er die Ärmel ihrer Jacken zusammen und weckt sie unsanft auf. Dabei werden sie zum Gespött aller Passanten, die das Schauspiel amüsiert verfolgen. Der Händler wird schließlich von den Polizisten geschnappt und an eine Tür geklebt. Als sie ihn wieder von der Tür befreien, ist er der Ausgetrickste und muss sich mit einer mit Klebstoff beschmierten Zeitung bedecken.

## Hintergrundinformationen
Georges Méliès präsentiert diesen Slapstick-Film ohne aufwendige Filmtricks, die oftmals als sein Markenzeichen bezeichnet werden. Dieser Film ist der Versuch, mit der aufkeimenden Slapstick-Film-Industrie aus Hollywood mitzuhalten und mit diesem Genre zu spielen. 